# Katyusa–Alpecin
A Katyusa–Alpecin (UCI csapatkód: KAT) egy megszűnt svájci profi kerékpárcsapat. Jelenleg ProTour besorolással rendelkezik.

## Főbb sikerek

### 2009
- 1. – Down Under Classic (Robbie McEwen)
- 1. – Trofeo Mallorca  (Gert Steegmans)
- 1. – Trofeo Cala Millor (Robbie McEwen)
- 1. – Trofeo Sóller (Antonio Colom)
- 1. – összetettben – Vuelta a Mallorca (Antonio Colom)
- 1. – 1. szakasz – Vuelta a Andalucía (Danilo Napolitano)
- 1. – 2. szakasz – Vuelta a Andalucía (Gert Steegmans)
- 1. – 3. szakasz – Volta ao Algarve (Antonio Colom)
- 1. – 2. szakasz – Driedaagse van West-Vlaanderen (Danilo Napolitano)
- 1. – 8. szakasz – Paris–Nice (Antonio Colom)
- 1. – 1. szakasz Settimana internazionale di Coppi e Bartali (Danilo Napolitano)
- 1. – E3 Prijs Vlaanderen (Filippo Pozzato)
- 1. – 1. szakasz  – Three Days of De Panne (Filippo Pozzato)
- 2. – Paris–Roubaix (Filippo Pozzato)
- 1. – Amstel Gold Race (Szergej Ivanov)
- 1. – orosz nemzeti országúti bajnokság (Szergej Ivanov)
- 1. – olasz nemzeti országúti bajnokság (Filippo Pozzato)

## Keret (2016)
2016. március 29-ei állapot:
|     | Név                   | Születésnap                   |
| --- | --------------------- | ----------------------------- |
| RUS | Makszim Belkov        | 1985. január 9. (40 éves)     |
| NOR | Sven Erik Bystrøm     | 1992. január 21. (33 éves)    |
| RUS | Szergej Csernyetszkij | 1990. április 9. (34 éves)    |
| ITA | Jacopo Guarnieri      | 1987. augusztus 14. (37 éves) |
| AUT | Marco Haller          | 1991. április 1. (33 éves)    |
| RUS | Vlagyimir Iszajcsev   | 1986. április 26. (38 éves)   |
| RUS | Pavel Kocsetkov       | 1986. március 7. (39 éves)    |
| RUS | Dmitrij Kozonycsuk    | 1984. április 5. (40 éves)    |
| NOR | Alexander Kristoff    | 1987. július 5. (37 éves)     |
| RUS | Vjacseszlav Kuznyecov | 1989. június 24. (35 éves)    |
| RUS | Szergej Lagutyin      | 1981. január 14. (44 éves)    |
| ESP | Alberto Losada        | 1982. február 28. (43 éves)   |
| POR | Tiago Machado         | 1985. október 18. (39 éves)   |
| RUS | Matyvej Mamikin       | 1994. október 31. (30 éves)   |

|     | Név                   | Születésnap                    |
| --- | --------------------- | ------------------------------ |
| DEN | Michael Mørkøv        | 1985. április 30. (39 éves)    |
| GER | Nils Politt           | 1994. március 6. (31 éves)     |
| RUS | Alekszander Porsev    | 1986. február 21. (39 éves)    |
| COL | Jhonatan Restrepo     | 1994. november 24. (30 éves)   |
| ESP | Joaquim Rodríguez     | 1979. május 12. (45 éves)      |
| RUS | Jegor Szilin          | 1988. június 25. (36 éves)     |
| SLO | Simon Špilak          | 1986. június 23. (38 éves)     |
| EST | Rein Taaramäe         | 1987. április 24. (37 éves)    |
| RUS | Alekszej Catevics     | 1989. július 5. (35 éves)      |
| BEL | Jurgen Van Der Broeck | 1983. február 1. (42 éves)     |
| ESP | Ángel Vicioso         | 1977. április 13. (47 éves)    |
| RUS | Eduard Vorganyov      | 1982. december 1. (42 éves)    |
| RUS | Anton Vorobjev        | 1990. október 12. (34 éves)    |
| RUS | Ilnyur Zakarin        | 1989. szeptember 15. (35 éves) |

## Külső hivatkozások
- Hivatalos oldal Archiválva 2009. február 20-i dátummal a Wayback Machine-ben